# أمينة سعيد
امينة سعيد وهي شاعرة وكاتبة ومترجمة تونسية ولدت في تونس عام 1953م.

## السيرة الذاتية
ولدت أمينة سعيد من أب تونسي وأم فرنسية، وكانت تعيش في باريس منذ عام 1979 ولكنها عادت لتستقر في موطنها مع أهلها في تونس. وتابعت أمينة دراسات للغة والأدب الإنجليزي في جامعة السوربون وكانت تعمل صحفية ومترجمة.
ولقد ترجمت إلى اللغة الفرنسية سيرة حياة الكاتب الفلبيني ذو الأصل الإنجليزي، فرانسيسكو سيونيل جوزيه . كما نشرت العديد من أعمال الشعر والمقالات .
وترجمت أشعارها إلى عدة لغات وبخاصة اللغة العربية والألمانية والتركية والانجليزية والإسبانية، إضافة لحصولها على العديد من الجوائز ومنها جائزة شارل فيدراك والجائزة الدولية للشعر من انطونيو فيكارو .

## أهم مؤلفاتها
- الجسم الأسود للشمس
- الغياب غير المنتهي
- من ديسمبر وحتى البحر
- السير فوق الأرض